# نه مرده
نه مرده (به انگلیسی: Nine Dead) فیلمی محصول سال ۲۰۰۹ و به کارگردانی کریس شادلی است. در این فیلم بازیگرانی همچون ملیسا جون هارت، جان تری، چیپ بنت، لارنس ترنر، ادریک برون، جان کیتس، مارک مک‌کالی، لوسیل سونگ، ویلیام لی اسکات و امیلی هارت ایفای نقش کرده‌اند.